# Sōkaiya
 (mai 2019).
Sōkaiya (総会屋, sōkaiya, litt. "hommes de réunions") est un mot désignant au Japon des groupes de personnes employées dans le but d'intimider, de harceler, de discréditer ou d'extorquer de l'argent à des entreprises concurrentes, notamment lors des assemblées générales (総会, sōkai, réunion) en perturbant leur déroulement. 
Réciproquement, ces groupes peuvent aussi employer ces méthodes dans le but d'empêcher les critiques envers l'entreprise ayant recours à leurs services ou de la protéger contre d'autres sōkaiya.

## Histoire
Selon Kenneth Szymkowiak, professeur à l'Université Chaminade d'Honolulu, les réformes des Alliés après la Seconde Guerre mondiale aurait rendu les entreprises japonaises plus vulnérables par une transparence plus présente, rendant la propagation de secrets plus simples.
Ces groupes seraient à l'origine d'actions menées dans les années 1970 aux côtés d'uyoku dantai contre des groupes d'extrême-gauche comme Beheiren, militant contre le soutien apporté lors de la guerre du Viêt Nam aux Etats-Unis par le Japon et notamment Mitsubishi, qui utilisera les services de sōkaiya.
En 1994, le vice-président de Fujifilm, Juntarō Suzuki, meurt poignardé devant son domicile après avoir arrêté de collaborer avec un groupe de sōkaiya.